# Salix amygdaloides
Salix amygdaloides es una especie de sauce perteneciente a la familia de las salicáceas. Es nativa del sur de Canadá y de los Estados Unidos, desde Quebec a British Columbia, sudeste de Kentucky, y sudoeste de Arizona y Nevada.

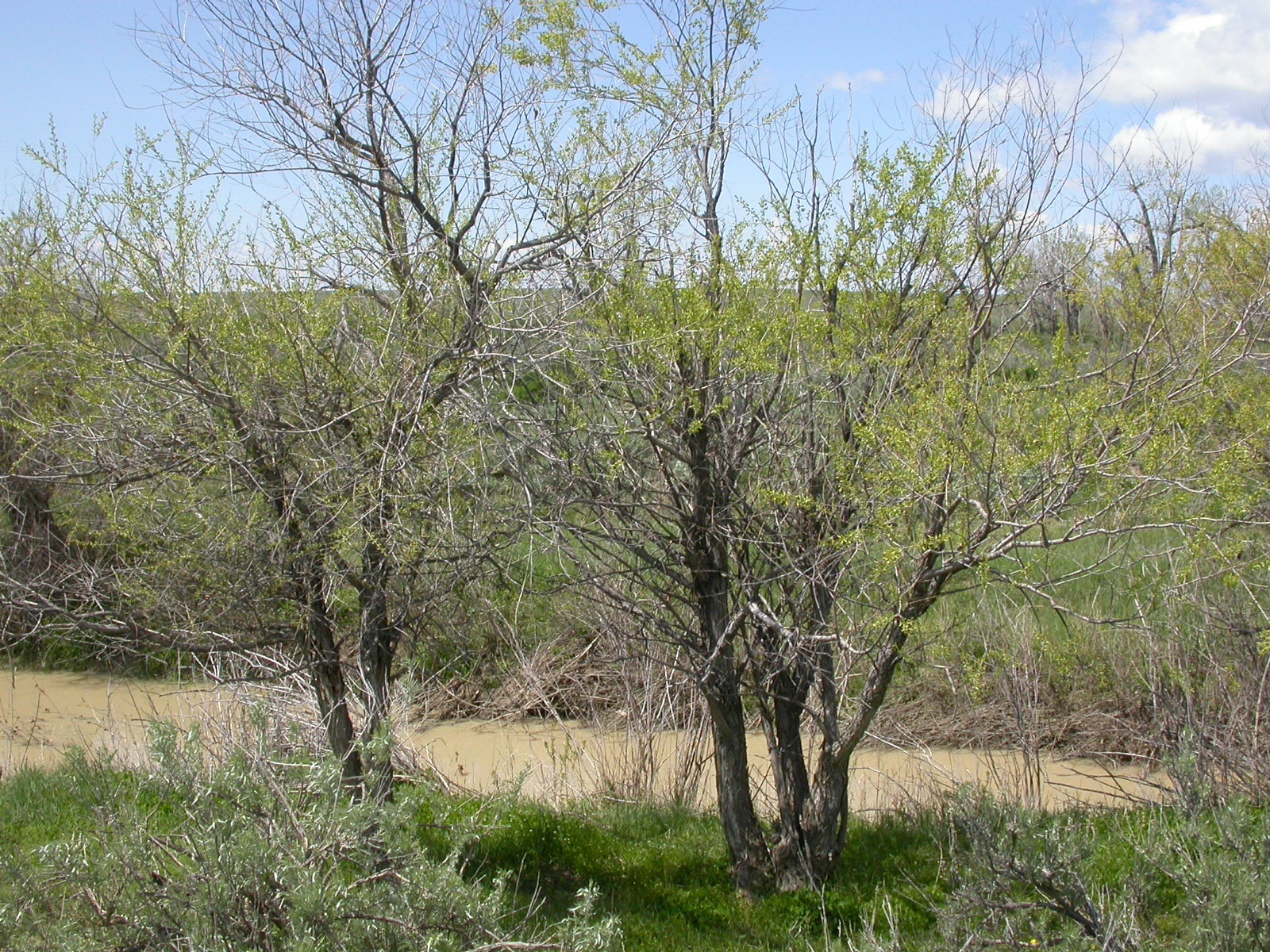
Vista de la planta

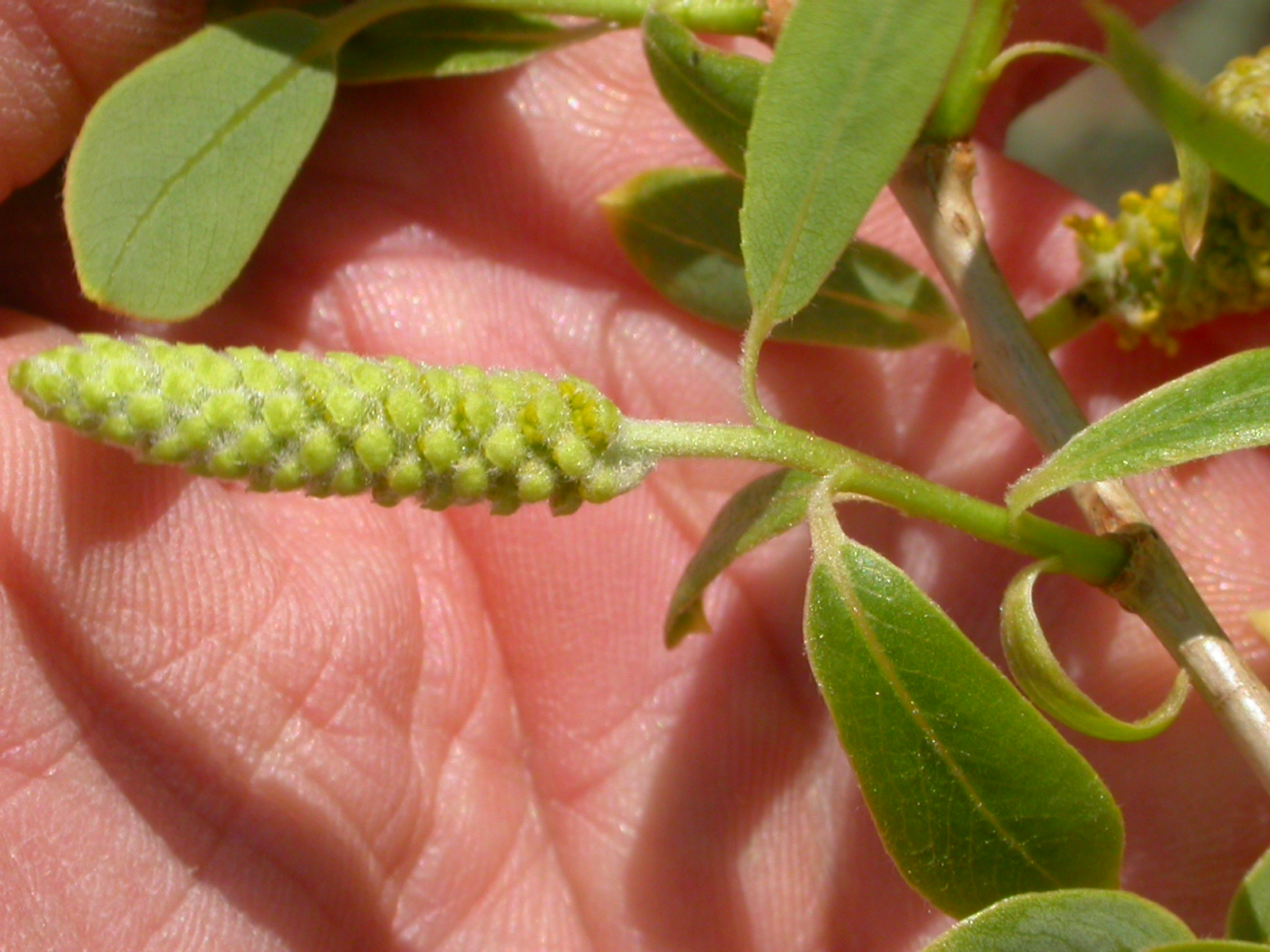
Detalle de la planta

## Descripción
Es un árbol de tamaño pequeño a mediano hoja caduca que crece hasta  los 20 m de altura, además de los álamos nativos es el árbol más grande en la pradera. Tiene un solo tronco, o varios troncos más cortos. Las hojas son lanceoladas, de 3-13 cm de largo y 1-4 cm de ancho, de color verde amarillento con la parte inferior blanquecina y un fino margen serrado. Las flores son de color amarillo con amentos de 3-8 cm de largo, que florecen en la primavera al mismo tiempo que las hojas. El fruto de color amarillo rojizo madura a finales de primavera o principios del verano, son cápsulas individuales de 4-6 mm de largo.
Salix amygdaloides crece muy rápido, pero es de corta duración. Sólo puede propagarse por semillas, mientras que la mayoría de los otros sauces se pueden propagar a partir de las raíces o trozos de ramas rotas.

## Hábitat
Se pueden encontrar en las praderas del norte, a menudo cerca de los arroyos, y  acompañando a los álamos. Como el nombre científico indica, las hojas tienen cierta similitud con las del melocotón o la almendra (en latín, amygdalus ).

## Taxonomía
Salix amygdaloides fue descrita por Nils Johan Andersson y publicado en Öfversigt af Förhandlingar: Kongl. Svenska Vetenskaps-Akademien 15(3): 114, en el año 1858.
Etimología
Salix: nombre genérico latino para el sauce, sus ramas y madera.
amygdaloides: epíteto latino que significa "como una almendra".
Sinonimia
- Amerina missurica Raf.
- Pleiarina amygdaloides (Andersson) N.Chao & G.T.Gong
- Salix amygdaloides f. angustissima E.C.Sm.
- Salix amygdaloides f. pilosiuscula C.K.Schneid.
- Salix nigra var. amygdaloides (Andersson) Andersson[7]